# أبو الجميزة
أبو الجميزة محمد زين وهو واحد من فرسان التاما الذين كتبوا تاريخهم بمداد من نور وكان شاب متفقه في أمور الدين كعادة التاما وكان صاحب لسان فصيح ولغة بليغة استطاع أن يجذب بها كل من حوله وكان أيضا يقوم بكتابة المحاية والحجبات للناس كعادة الشرك بالله منتشر لدى من يدعون أنهم مشائخ فإن المحاية لا أصل له في الكتاب ولا في السنة ولم يفعله رسول الله صلى الله عليه وسلم والحجاب فهو التوكل وأما التوكل بغير الله فشرك أكبر ولدية كثير من الاشياء بهر بها الناس مما جعل الناس يلتفون حوله وكلمة أبو الجميزة أطلقت علية نسبة لشجرة الجميزة التي كان يجلس تحتها ويتخذها مجلس لتعليم الناس أمور الدين وكتابة المحاية وايضا هنالك رواية تقول ان كثير من اتباعة يعتقدون انة انبثق من ثمرة الجميزة ولكن الرواية الأولى هي الاقرب للحقيقة وظهر أبو الجميزة 1888م وقاد ثورة ضد تسلط وظلم وقسوة الدولة المهدية آنذاك
بحيث قامت قوات المهدى مداهمة دار تاما وعاثوا فيها فسادا وقاموا باعتقال سلطان التاما وزعاماتهم بالتالى لم يعجب هذا الظلم أبو الجميزة فقام بجمع التاما والقبائل الأخرى التي تضررت من امراء المهدية مثل قبائل المساليت والداجو وايضا انضم إلى ثورتة سلطان الفور ابو الخيرات وغيرهم من القبائل فصار ابن قبيلة التاما الثائر قائدا لثورة دارفور الكبرى ضد حكم المهدية والتي ضمت ملك دارفور المخلوع ابوالخيرات وغيره من السلاطين والامراء والقبائل في غرب السودان
واستطاع ابوالجميزة هذا الشاب الثائر باسم كل دارفور ان يجمع كل قبائل دارفور ويكون جيش كبير في فترة وجيزة واستطاع أن ينزل هزيمتين كبيرتين بقوات المهدية في دار فور وصار من أشهر القادة والزعامات في دار فور في فترة وجيزة وكان ينوى التقدم إلى الفاشر لتحريرها من قوات المهديه ولكنه اصيب بداء الجدرى الذي كان منتشرا آنذاك مما ادى إلى وفاة فارس التاما المغوار الذي قاد كل دارفور في ثورتة المشهوره ثورة أبو الجميزة
وبعد وفاته خلفه شقيقه في قيادة الثورة والتقى بجيوش المهدية قرب مدينة الفاشر للسيطرة عليها ولكن للاسف الشديد استشهد شقيق أبو الجميزة اسحاق وبالتالى انتهت اعظم ثورة للتاما في دار فور قادوا فيها كل دارفور فمتى يظهر ابوالجميزة جديد من أبناء التاما نقود به كل السودان وليس دارفور لك الرحمة والخلود يا حامى حمى الجدود محمد زين) ابوالجميزة (
هذة اسطر قليلة في سفر التاريخ النضالى لفارس لم ينصفة التاريخ بقدر ماقدم فاردنا ان نكرمة بتجديد زكراه في زاكرة الأمة التاماوية وتعريف جيل اليوم ببطولات اجدادهم
وايضاء هنالك ملاحظة زكرالمولف أحمد عبد القادر ارباب في كتابه دارفور عبر العصور 
<> 
ان أبو الجميزة ينحدر من قبيلة الارنقا وقال انه اتى إلى ديار التاما من ثم قاد ثورة التاما وهذا ان دل انما يدل على أن بطن الارنقا بعد أن تنكر للقبيلة.